# Vladimer Vardzelasjvili
Vladimer Vardzelasjvili (georgiska: ვლადიმერ ვარძელაშვილი, Vladimer Vardzelisjvili), född 3 augusti 1979 i Choni, Imeretien, Georgiska SSR, Sovjetunionen, är en georgisk politiker.
Han är sedan år 2010 landets sport- och ungdomsminister.
Vardzelasjvili föddes i Choni i Imeretien den 3 augusti 1979. Mellan år 1994 och 1997 studerade han vid Tbilisis medicinska universitet och år 2002 examinerades han från ekonomiuniversitetet. Mellan år 2002 och 2006 studerade han vid jordbruksuniversitetet och år 2006-2007 studerade han vid skolan för politiska studier. År 2010 utsågs han som minister på den nyetablerade posten sport- och ungdomsminister.
Vardzelasjvili är hedersdoktor vid Goris universitets akademiska råd.

### Fotnoter
1. ↑  ”Georgiens regering”. Arkiverad från originalet den 17 juli 2011. https://web.archive.org/web/20110717122413/http://www.government.gov.ge/index.php?lang_id=ENG. Läst 16 maj 2012.
2. ↑  ”Georgiens regering. Vladimer Vardzelasjvili”. Arkiverad från originalet den 28 september 2011. https://web.archive.org/web/20110928081918/http://www.government.gov.ge/index.php?lang_id=ENG&sec_id=124&info_id=30896. Läst 16 maj 2012.
3. 1 2  ”Geodatabase. Vardzelasjvili Vladimer”. Arkiverad från originalet den 1 februari 2013. https://archive.is/20130201011405/http://geodatabase.posterous.com/?page=2. Läst 16 maj 2012.